# 鈴木彩可
鈴木 彩可（すずき あやか、10月14日 - ）は、北海道札幌市出身のラジオDJ。かつてはドンクエンタープライズに所属し、ファッションモデルとして活動した後、2006年、AIR‒Gʼ新人レポーター発掘オーディションに合格。以後はラジオパーソナリティとして主にエフエム北海道（AIR-G'）にて活動している。既婚で子供がいる。

## 出演

### ラジオ番組
以下は、エフエム北海道（AIR-G'）の番組。
- Be My Radio（月・火12:00 - 15:55）

過去
- にこにこぎゅっ（2017年10月1日から2019年8月。日曜日8:30 - 9:00）
- SELFIE（月曜日19:30 - 19:55）
- &.LOVE（土曜日8:00 - 10:00・11:00 - 11:55）
- キュンとする雑学（不定期、日曜日19:00 - 20:00）